# 特倫斯·阿加德
特倫斯·阿加德（荷蘭語：Terrence Agard，1990年4月16日—），荷蘭田徑運動員，他代表荷蘭隊參加了日本舉行的2020年夏季奧林匹克運動會，並且在男子4×400米接力比賽上獲得銀牌。